# Rabbit

Rabbit est le nom d'un robot bipède développé par le CNRS dans le cadre du projet ROBEA, qui s'arrêta en novembre 2004.
Rabbit fut conçu pour étudier les problèmes suivants :
- Rôle de la gravité dans la marche
- Effet des impacts avec le sol
- Commutation des modèles du robot selon les phases (double appui, appui simple ou vol)
- Unilatéralité des forces de contact

L'une des caractéristiques de la marche de Rabbit est que l'équilibre statique du robot n'est pas souhaité à chaque instant (ce qui est souvent le cas des robots humanoïdes) mais au contraire, les phases de déséquilibre sont recherchées pour obtenir une marche dynamique.
Des essais de course (à la vitesse de 1 m/s avec des pas de 50 cm) ont été menés en 2004. 
La barre sur laquelle il est fixé, ne sert qu'à le maintenir sur son rail, elle ne le soutient pas et ne l'empêcherait pas de basculer.
Depuis le 2 avril 2019, Rabbit est exposé à la Cité des sciences et de l'industrie (Paris), pour une durée de 5 ans, dans le cadre de l'exposition permanente Robots.